# カパルチャルシュ

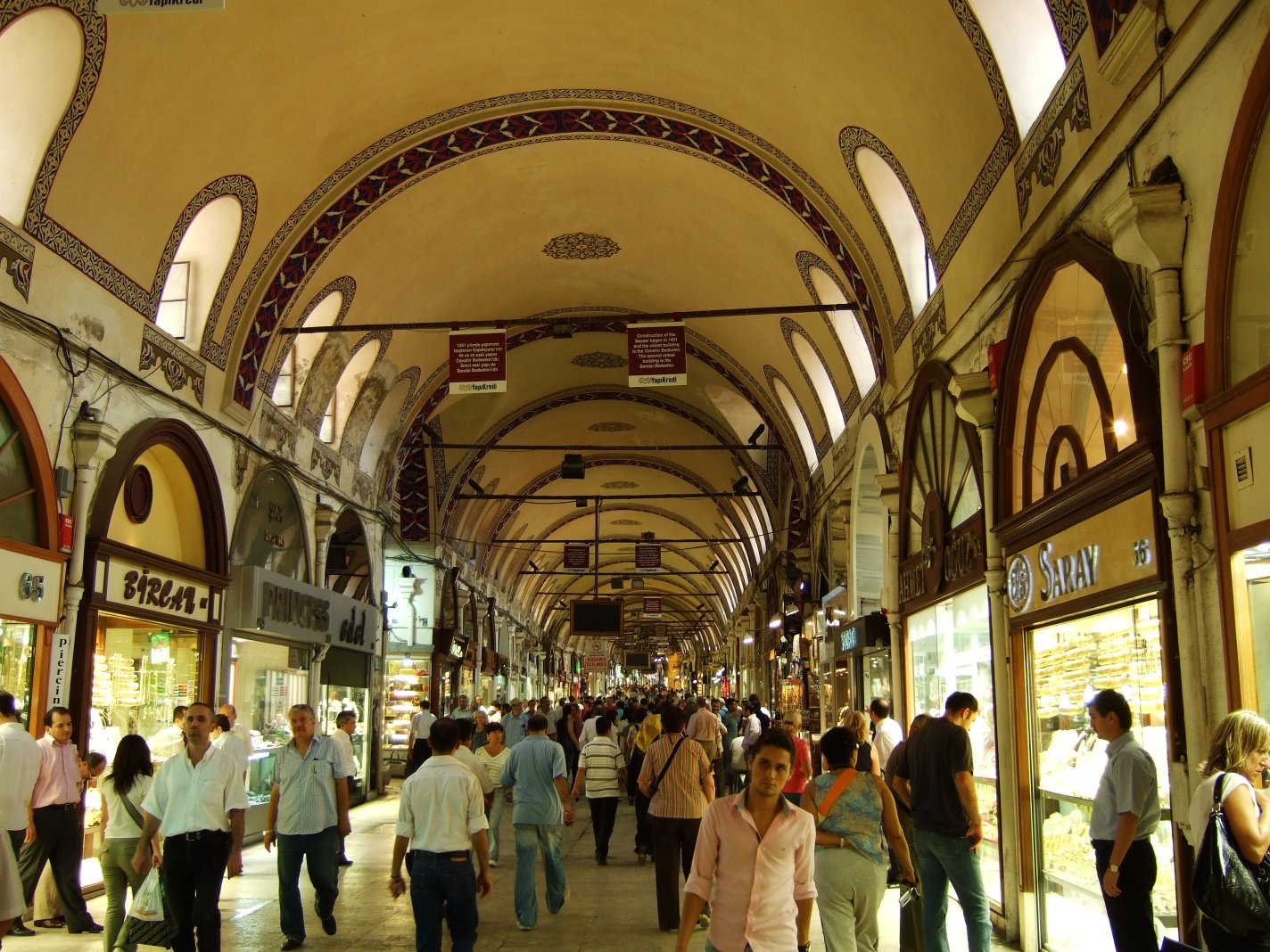
カパルチャルシュの街路

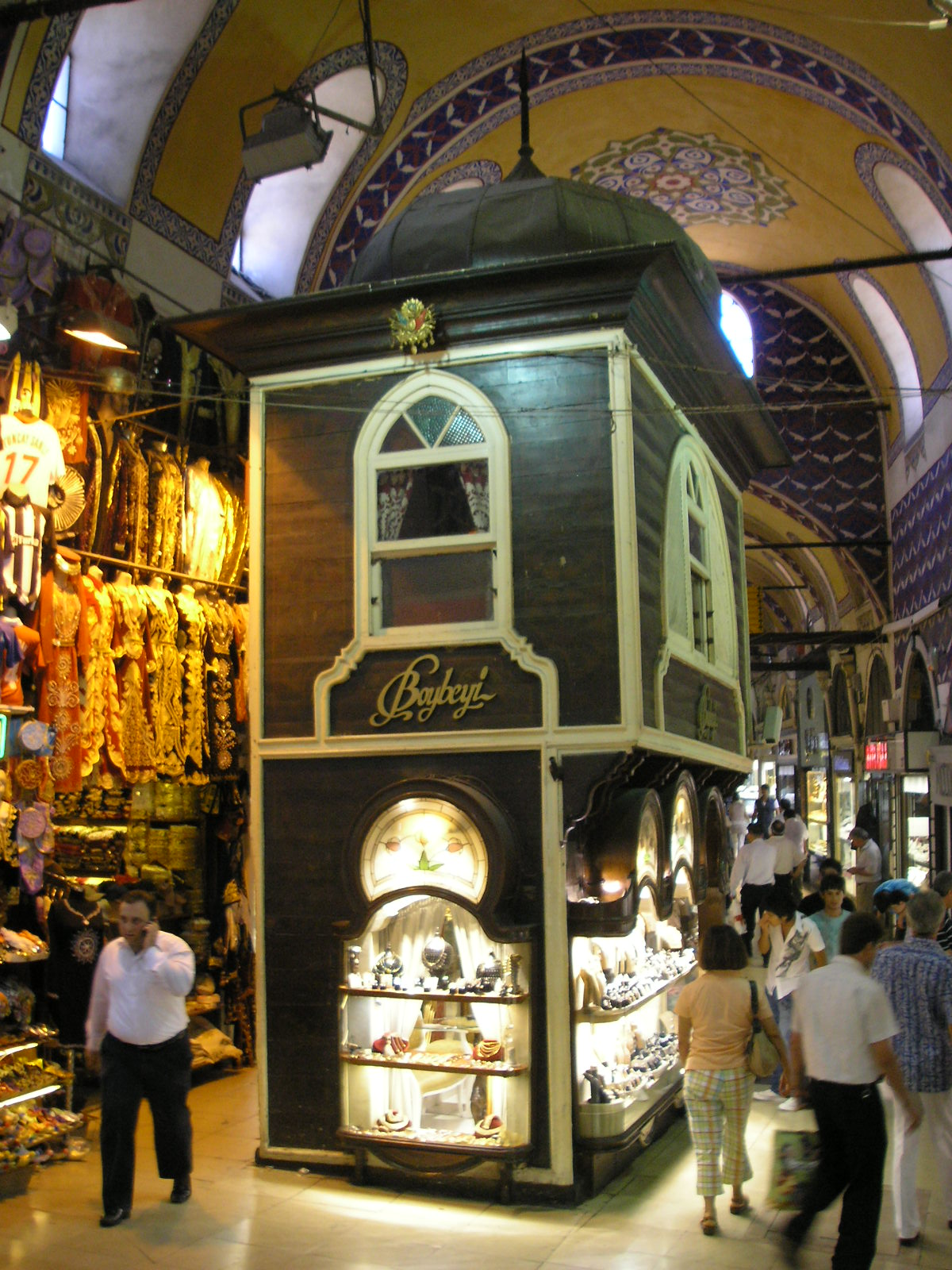
17世紀から存在するキオスク

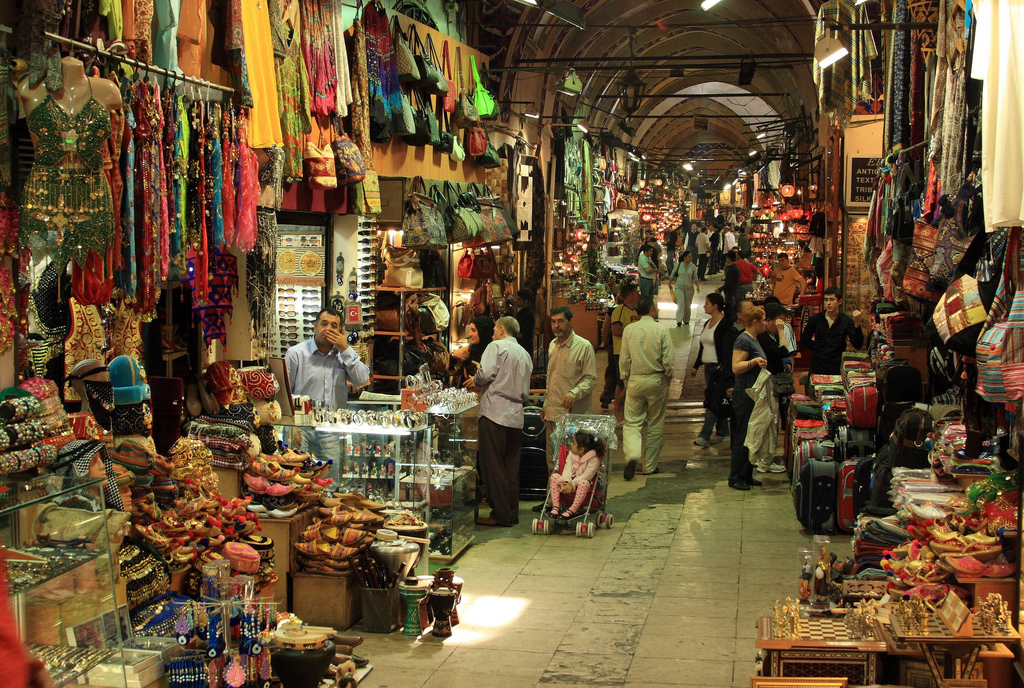
商品で満ちた店舗

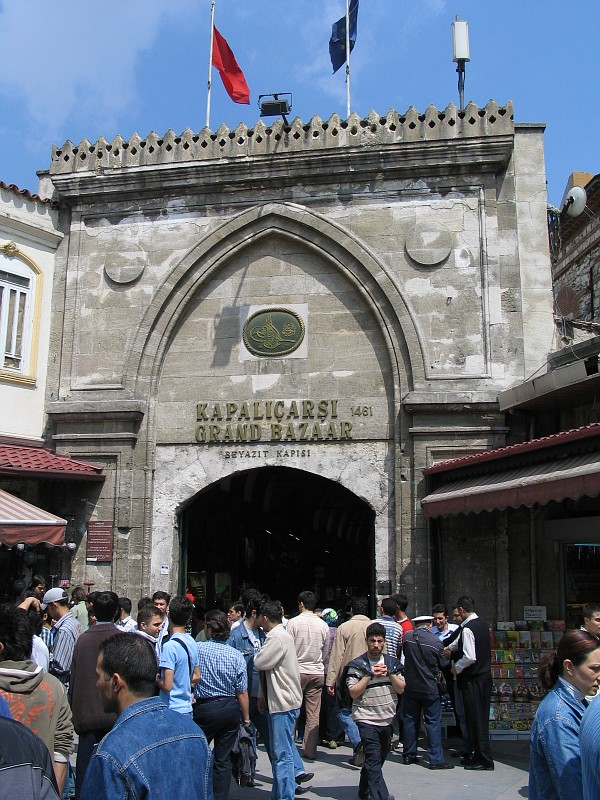
バヤズィト門

カパルチャルシュ（トルコ語: Kapalıçarşı）は、トルコ・イスタンブールにあるバザールである。カパルチャルシュは「屋根付き市場」を意味する。日本では英語での名称である「グランドバザール（Grand Bazaar）」とも呼ばれる（フランス語での名称「グランバザール（Grand Bazar）」とも）。

## 概要
1455年から1461年にかけ、当時のオスマン帝国皇帝のメフメト2世の命により建設された。16世紀のスレイマン大帝の時代に大幅に拡張され、1894年の地震で損傷したが修復されて現在に至る。広さ30,700平方メートルで、66の街路、4000の店舗がある。宝石類、陶器、香辛料、絨毯類を扱う業者が、業種ごとに同じ街路に集中して出店している。
近年までバザール内に5つのモスクが存在したが、現在は2つのみが残っている。

## アクセス
- トラム T1線 ベヤズット＝カパルチャルシュ（Beyazıt-Kapalıçarşı）停留所の北 約100m

## イスタンブールの伝統的市場
- カパルチャルシュ（グランド・バザール）
- ムスル・チャルシュ（エジプシャン・バザール）